# Nicolas Checa
Pour les articles homonymes, voir Checa (homonymie).
Nicolas Checa est un joueur d'échecs américain né le 19 décembre 2001 à New York, grand maître international depuis  2019 
Au 1er mai 2021, il est le 21e joueur américain et le 19e junior mondial (moins de 20 ans) avec un classement Elo de 2 574 points.

## Biographie et carrière
Nicolas Checa remporta le championnat de l'État de New York en 2013 à onze ans, le championnat du Marshall Chess Club en 2017 après un départage contre Sergueï Azarov) et le championnat des États-Unis junior en 2019 devant Awonder Liang.
En 2020, il marqua 7 points sur 10 (sixième place) à l'open de Sitges et 6,5 points sur 9 (deuxième place ex æquo) à la Coupe Vergani à Villorba.
En 2021, il remporte l'open de la mi-mars à Bassano del Grappa (4,5/5) et le festival de pâques à Bassano del Grappa.